# Dia Mundial da Propriedade Intelectual
O Dia Mundial da Propriedade Intelectual (também nomeado World IP Day ou WIP-Day) o qual é celebrado anualmente em 26 de abril, foi estabelecido pela Organização Mundial da Propriedade Intelectual (WIPO) em 2000 para "aumentar a conscientização sobre como patentes, direitos autorais, marcas e desenhos impactam a vida diária" e "celebrar a criatividade e a contribuição de criadores e inovadores para o desenvolvimento" das sociedades em todo o mundo".
26 de abril foi escolhido como a data para o Dia Mundial da Propriedade Intelectual, porque coincide com a data em que a convenção que Instituiu a Organização Mundial da Propriedade Intelectual entrou em vigor em 1970. Neste dia acontecem muitos eventos, no mundo todo, com o tema “Propriedade Intelectual”.

## Histórico

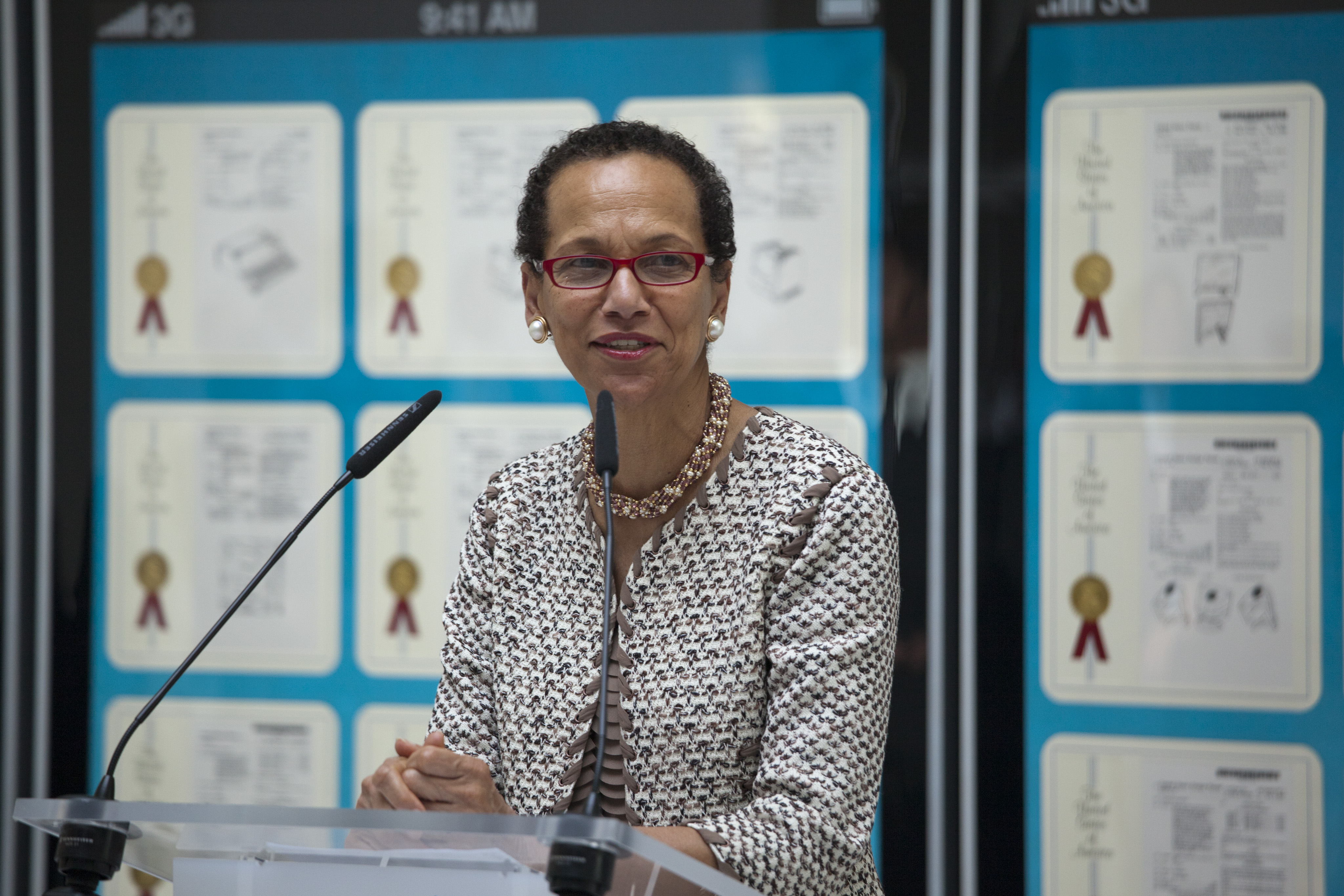
Uma exposição mostrando a propriedade intelectual (PI) por trás das inovações de Steve Jobs ficou aberta ao público na OMPI de 30 de março a 26 de abril de 2012, Dia Mundial da Propriedade Intelectual. A exposição fez parte do tema do Dia Mundial da Propriedade Intelectual de 2012: “Inovadores visionários”.

Ao discursar na 33a Sessão da Assembleia dos Estados Membros da OMPI, em setembro de 1988, o diretor-geral do Instituto Nacional de Propriedade Industrial da Argélia (INAPI) “sugeriu a instituição de um Dia Internacional da Propriedade Intelectual”. Tempos depois, em carta ao diretor-geral da OMPI, datada de 7 de abril de 1999, Amor Bouhnik, diretor-geral do INAPI, observou que o objetivo da criação desse dia “seria conceber uma estrutura para ampliar a mobilização e a sensibilização, oferecer acesso ao aspecto promocional da inovação e reconhecer as conquistas daqueles que promovem a propriedade intelectual em todo o mundo”.
Em 9 de agosto de 1999, em carta assinada por Jiang Ying, comissário do Departamento Estadual de Propriedade Intelectual da República Popular da China, a delegação chinesa propôs “que a OMPI adotasse a comemoração de seu trigésimo aniversário de fundação (26 de abril) como o ‘Dia Mundial da Propriedade Intelectual’”, na forma de um evento anual. O comissário ponderou que o objetivo seria “promover uma maior sensibilização sobre a proteção da propriedade intelectual, ampliar a relevância da proteção da propriedade intelectual no mundo, estimular os países a divulgar e popularizar as leis e normas de proteção da propriedade intelectual, melhorar o conhecimento do público sobre a legislação que trata de direitos de propriedade intelectual e incentivar atividades de invenção e inovação em diferentes países e o intercâmbio internacional na área da propriedade intelectual”.
Em outubro de 1999, durante sua 26a Sessão, a Assembleia Geral da OMPI aprovou a ideia de instituir um dia específico como Dia Mundial da Propriedade Intelectual.
A participação dos Estados membros da OMPI no Dia Mundial da Propriedade Intelectual vem aumentando desde a sua instituição, no ano 2000. Em seu primeiro ano, Estados membros de 59 países relataram ter realizado eventos oficiais relacionados ao Dia Mundial da Propriedade Intelectual. Cinco anos depois, em 2005, 110 países haviam organizado eventos oficiais em comemoração ao Dia Mundial da Propriedade Intelectual e, em 2022, a campanha atraiu usuários de 189 Estados membros.

## Eventos comemorativos do Dia Mundial da Propriedade Intelectual no mundo
Todos os anos, centenas de eventos são organizados no mundo inteiro por departamentos de PI, escritórios de advocacia, empresas, estudantes e outros atores para celebrar inventores e criadores e melhorar a compreensão do sistema de propriedade intelectual e seus direitos associados (por exemplo, direitos de autor, marcas, patentes, desenhos industriais, segredos comerciais, proteção de cultivares). Os eventos do Dia Mundial da Propriedade Intelectual são uma oportunidade para conhecer diferentes aspectos do sistema de propriedade intelectual e como inovadores, criadores e empresas podem usá-los para agregar valor à sua engenhosidade e criatividade. Também é uma ótima ocasião para destacar o papel do sistema de PI na promoção do desenvolvimento econômico, social e cultural em benefício de todos, onde quer que estejam. O sistema de PI busca essencialmente equilibrar os interesses de inventores e criadores com os do público em geral, concedendo direitos com prazo limitado em conformidade com condições pré-estabelecidas previstas em tratados internacionais negociados pelos Estados membros da OMPI.
Durante o período de vigência (que varia de acordo com o direito em questão), o titular será o detentor exclusivo desse direito, o que lhe confere poder para determinar quem poderá ou não utilizar sua obra, bem como estabelecer os termos de uso. Ao fim do prazo de vigência, a obra protegida por PI passa ao domínio público e pode ser usada por qualquer pessoa, sem a necessidade de permissão do titular dos direitos. A função da OMPI é liderar o desenvolvimento de um sistema de propriedade intelectual equilibrado. As normas internacionais que regem a propriedade intelectual estão consagradas em vários tratados internacionais administrados pela OMPI. Esses tratados internacionais foram negociados pelos Estados membros desde o advento do sistema internacional de PI, em 1883, com a assinatura da Convenção de Paris para a Proteção da Propriedade Industrial. A chamada Convenção de Paris e a Convenção de Berna para a Proteção das Obras Literárias e Artísticas, celebrada em 1886, são os pilares do sistema internacional de PI e a base das Secretarias Internacionais Reunidas para a Proteção da Propriedade Intelectual (BIRPI), organização que precedeu a OMPI e existiu até 1970, quando entrou em vigor a Convenção que instituiu esta última.

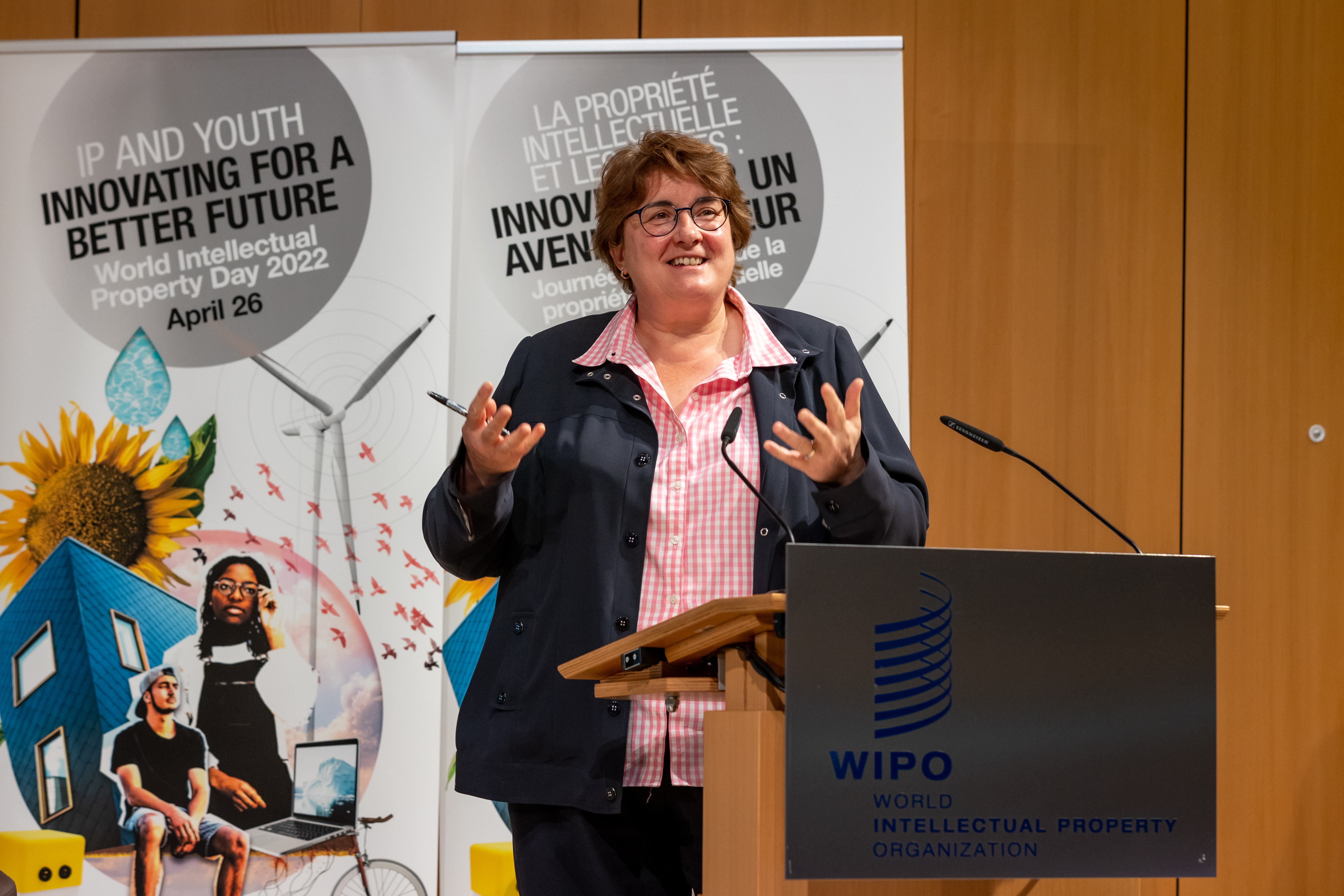
Catherine Jewell, diretora sênior de informação da Divisão de Informações e Comunicação Digital da OMPI, anuncia os vencedores do Concurso de Vídeos de Jovens do Dia Mundial da Propriedade Intelectual 2022.

Embora o Dia Mundial da Propriedade Intelectual seja comemorado todos os anos no dia 26 de abril, muitos países o celebram em outras datas. Alguns, como Peru e Singapura, dedicam uma semana aos festejos do Dia Mundial da Propriedade Intelectual, enquanto outros, como a Argélia,
 preparam eventos para o mês inteiro. A OMPI estabelece um tema e, com base nele, produz uma ampla variedade de materiais promocionais, mas cada país pode criar sua própria campanha nacional alinhada às necessidades locais.

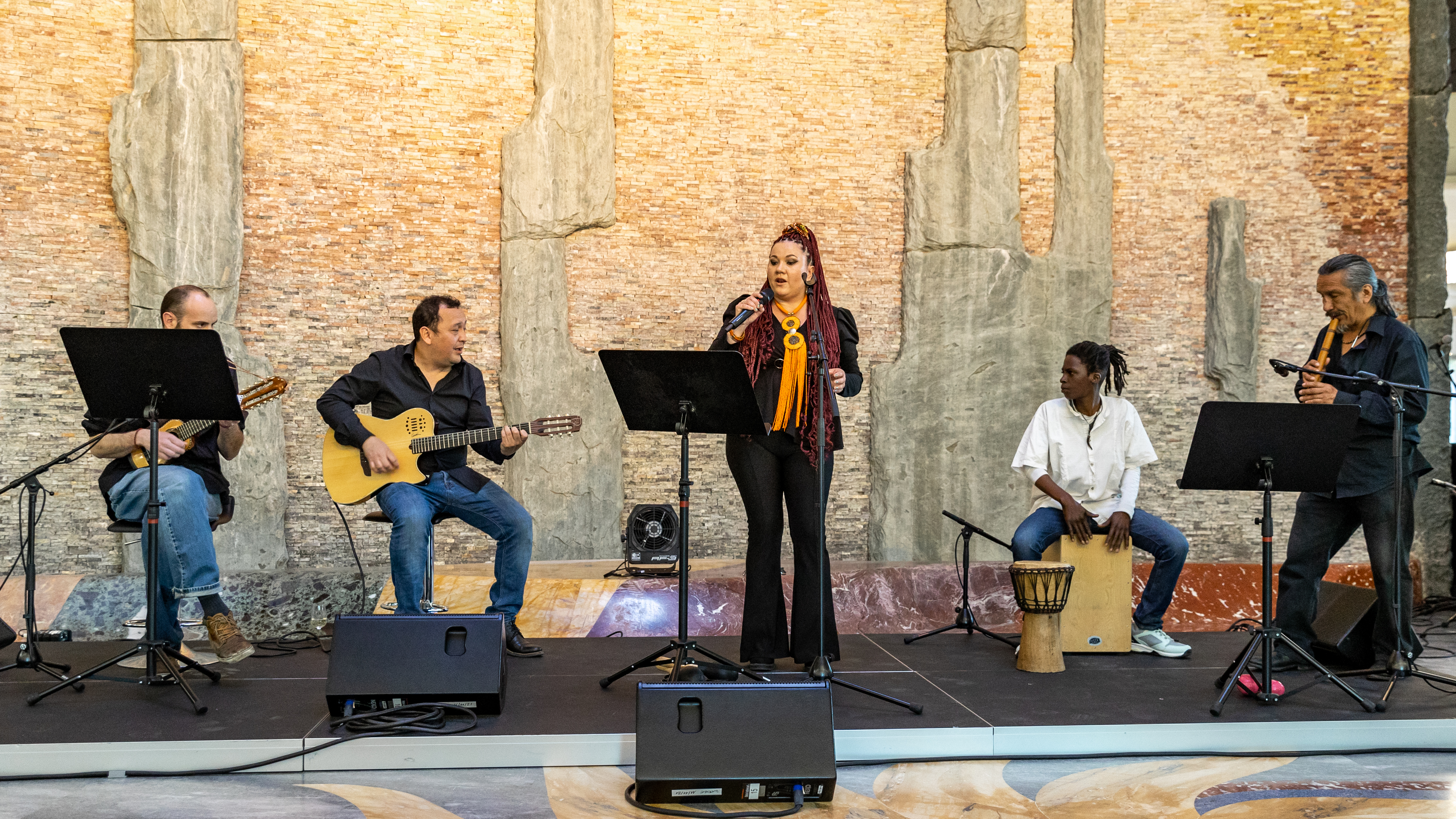
Kathyta Fuentes e banda durante evento musical no Dia Mundial da Propriedade Intelectual 2022 na sede da OMPI, Suíça.

No Dia Mundial da Propriedade Intelectual 2022 foram registrados quase 600 eventos em diferentes partes do mundo sobre assuntos relacionados ao tema da campanha PI e juventude: inovar por um futuro melhor, que variaram desde a proteção de histórias em quadrinhos no Peru até a relação entre PI e blockchain. O Dia Mundial da Propriedade Intelectual também é uma oportunidade para que os principais legisladores e formuladores de políticas expressem apoio à data e destaquem a importância da propriedade intelectual para o desenvolvimento econômico regional e nacional.
O Dia Mundial da Propriedade Intelectual 2022 contou também com a mesa-redonda Inovar em prol da saúde: como a PI pode apoiar jovens inovadores, organizada em colaboração com a Federação Internacional de Fabricantes e Associações Farmacêuticas (IFPMA) e o apoio do Fórum de Saúde de Genebra e da organização Speak UP Africa. O evento reuniu jovens inovadores/empreendedores e mentores de Camarões, Colômbia, Nepal, Uganda e Filipinas, além de vários especialistas internacionais. Após o debate, o público se divertiu com shows de:
- Anaïs – Cantora acústica, multi-instrumentista, com um som indie folk e influências do jazz.
- Kathyta Fuentes – Cantora chilena, fundadora da banda SUYAI, com repertório inspirado na música folclórica latino-americana.
- LUVANGA – Artista dedicado ao amapiano, gênero que mistura melodias de hip-hop, afrobeats, house e pop para explorar futuridades sônicas afrodiaspóricas; e
- Stogie-T – Pioneiro do hip-hop sul-africano, nascido na Tanzânia, cujo lirismo implacável aborda temas delicados e desafia as estruturas de poder.

No Dia Mundial da Propriedade Intelectual 2022 também foi realizado o primeiro Concurso de Vídeos de Jovens do Dia Mundial da Propriedade Intelectual.
Em seu relatório à Assembleia da OMPI em julho de 2022, o diretor-geral da OMPI, Daren Tang, declarou: “Tenho a alegria de informar, também, que o Dia Mundial da Propriedade Intelectual deste ano atraiu um recorde global de engajamento. Com o tema ‘PI e juventude: inovar por um futuro melhor’, registramos mais de 15 milhões de impressões em nossas plataformas digitais e promovemos quase 600 eventos em comemoração à data em 189 Estados membros, nossa maior participação até hoje”.

## Temas
Todos os anos a campanha é desenvolvida em torno de um tema:
- 2025 – Propriedade intelectual e música: Sinta a batida do IP
- 2024 – PI e os ODS: construir o nosso futuro comum com inovação e criatividade
- 2023 – Mulheres e PI: acelerar a inovação e a criatividade
- 2022 – PI e juventude: inovar por um futuro melhor
- 2021 – PI e PME: levar suas ideias ao mercado
- 2020 – Inovar para um futuro verde
- 2019 – Propriedade intelectual e esportes: em busca do ouro
- 2018 – Alimentando a mudança: mulheres na inovação e criatividade
- 2017 – Inovação – Melhorando vidas
- 2016 – Criatividade digital: cultura reimaginada
- 2015 – Todos pela música
- 2014 – Filmes – Uma paixão global
- 2013 – Criatividade – A próxima geração
- 2012 – Inovadores visionários
- 2011 – Projetar o futuro
- 2010 – Inovação – Ligando o mundo
- 2009 – Inovação verde
- 2008 – Celebrar a inovação e promover o respeito pela propriedade intelectual
- 2007 – Incentivar a criatividade
- 2006 – Começa com uma ideia
- 2005 – Pense, imagine, crie
- 2004 – Incentivar a criatividade
- 2003 – A propriedade intelectual também é da sua conta
- 2002 – Incentivar a criatividade
- 2021 – Criar hoje o futuro